# Передай далі...
«Передай далі…» (рос. «Передай дальше...») — радянський телефільм 1988 року, знятий режисером Вадимом Іллєнком на Кіностудії ім. О. Довженка за однойменною повістю Бориса Рахманіна.

## Сюжет
Дія відбувається у перші повоєнні роки. Вихованцю дитячого будинку, 12-річному Костику, повідомляють, що в Одесі знайшлася його тітка Клавдія. Він їде до Одеси, щоб побачитись з нею. Але сталася помилка — Клавдія була лише подругою його матері… І хоча вона та її чоловік Володимир просять Костика залишитися з ними, хлопчик повертається до дитбудинку.

## У ролях
- Ярослав Єсиновський] — Костя Бєлодєд
- Анатолій Котенєв — Володимир
- Олена Борзова — Клавдія Миколаївна Цвєткова, дружина Володимира
- Володимир Шпудейко — Льоша
- Олександр Костильов — Макар Іонич
- Юрій Гусєв — Костя у зрілому віці
- Галина Макарова — Бобилиха
- Станіслав Садальський — буфетник Моничка
- Ольга Матешко — Фатіма Хасанівна, директор дитбудинку
- Рудольф Мухін — сусід Володимира та Клавдії
- Володимир Олексієнко — роль другого плану
- Лідія Чащина — роль другого плану
- Олена Іллєнко — роль другого плану
- Валентина Ананьїна — продавчиня огірків
- Ярослав Гаврилюк — Ганс, німець
- Олексій Довгань  — епізод
- Михайло Іллєнко — епізод
- Борис Молодан — епізод
- Олена Єременко — продавчиня
- Віктор Раду — епізод
- Маша Баленко — дитбудинківка
- Михайло Ржанов — дитбудинківець
- Тарас Червінський — дитбудинківець
- Альоша Цубін — дитбудинківець
- Вітя Москаленко — дитбудинківець
- Софія Бєльська — епізод
- Віктор Козачук — епізод
- М. Петренко — епізод
- Ігор Тільтиков — епізод
- В. Костецька — продавчиня газованої води

## Знімальна група
- Сценарист: Борис Рахманін
- Режисер-постановник: Вадим Іллєнко
- Оператори-постановники: Вадим Іллєнко, Богдан Вержбицький
- Художник-постановник: Олександр Шеремет
- Композитор: Ігор Цвєтков
- Звукооператорка: Людмила Любенська
- Режисерка монтажу: Світлана Кулик
- Режисер: Анатолій Кучеренко
- Оператори: В. Гапчук, О. Ткачук
- Художниця по костюмах: Е. Погожева
- Художниця-гримерка: Е. Бондарєва
- Комбіновані зйомки: оператор — Валерій Осадчий, художник — Володимир Дубровський
- Редактори: Юрій Морозов, В'ячеслав Подолужний
- Симфонічний оркестр, диригент — Федір Глущенко
- Директор картини: Олег Пікерський